# 刘姥姥
劉姥姥，是中國古典小說《红楼梦》中的人物，是四大家族之一的王家的“偶然联宗”的族亲王成之子王狗儿的岳母，王狗儿之子王板儿的姥姥。
劉姥姥因生计艰难求靠賈府，在《红楼梦》前八十回中出現兩次：第一次在第六回，贾宝玉9岁时；第二次在第四十回，贾宝玉14岁时，大觀園已建成，即膾炙人口的「劉姥姥進大觀園」。据賈巧姐判词推断，賈家败落之后，刘姥姥成功营救賈巧姐。高鶚续第113回，刘姥姥再次出现，王熙凤将賈巧姐托付给她。